# Shamgarh
Shamgarh é uma cidade e uma nagar panchayat no distrito de Mandsaur, no estado indiano de Madhya Pradesh.

## Geografia
Shamgarh está localizada a 24° 11′ N, 75° 38′ L. Tem uma altitude média de 459 metros (1 505 pés).

## Demografia
Segundo o censo de 2001, Shamgarh tinha uma população de 21 455 habitantes. Os indivíduos do sexo masculino constituem 52% da população e os do sexo feminino 48%. Shamgarh tem uma taxa de literacia de 69%, superior à média nacional de 59,5%: a literacia no sexo masculino é de 79% e no sexo feminino é de 59%. Em Shamgarh, 15% da população está abaixo dos 6 anos de idade.